# Le Palais
Le Palais é uma comuna francesa na região administrativa da Bretanha, no departamento Morbihan. Estende-se por uma área de 17,39 km². Em 2010 a comuna tinha 2 606 habitantes (densidade: 149,9 hab./km²).